# USS 미시간 (SSGN-727)

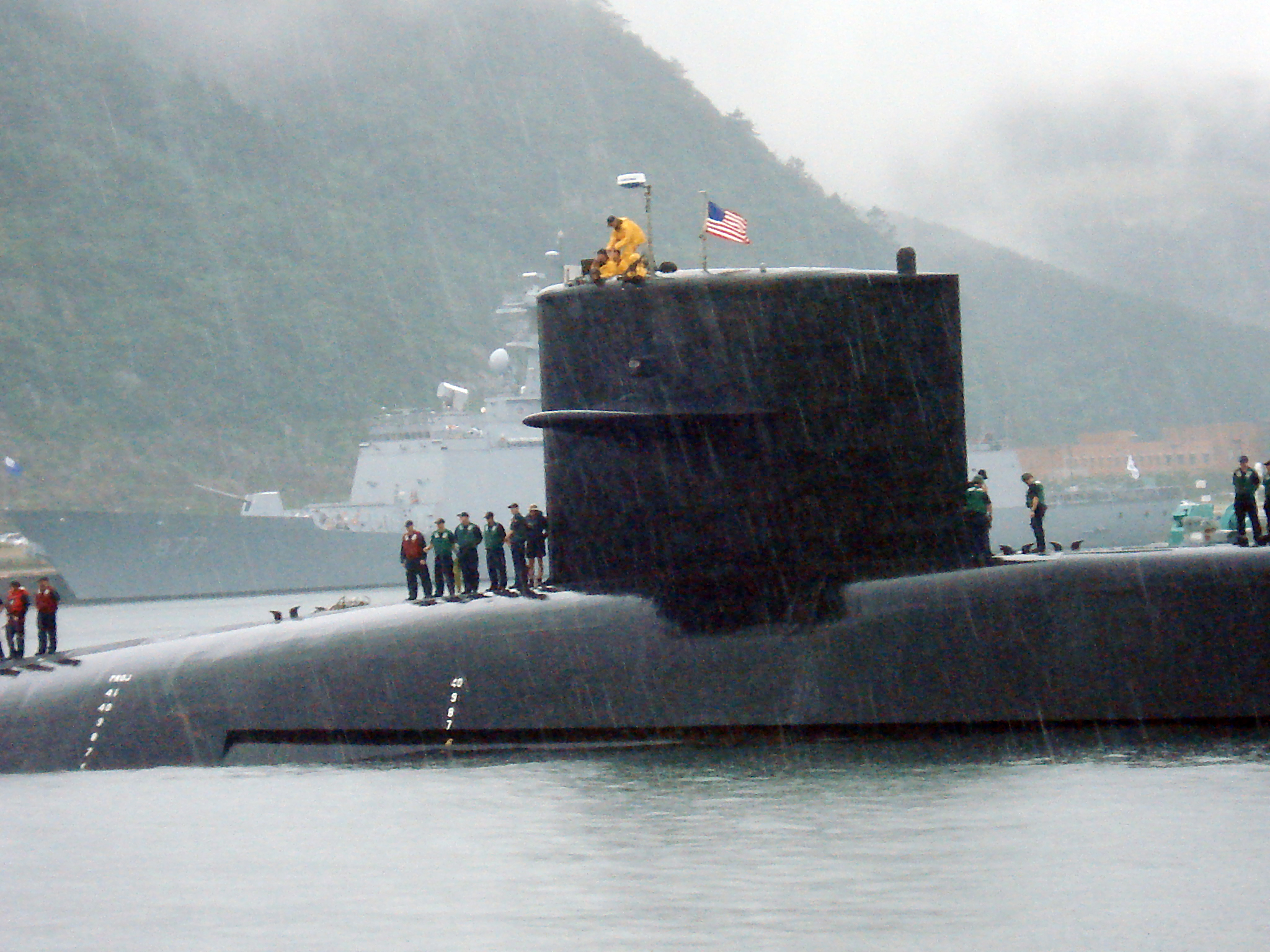
2010년 한국 부산에 전개된 미시간호. 뒤에 한국 대조영함

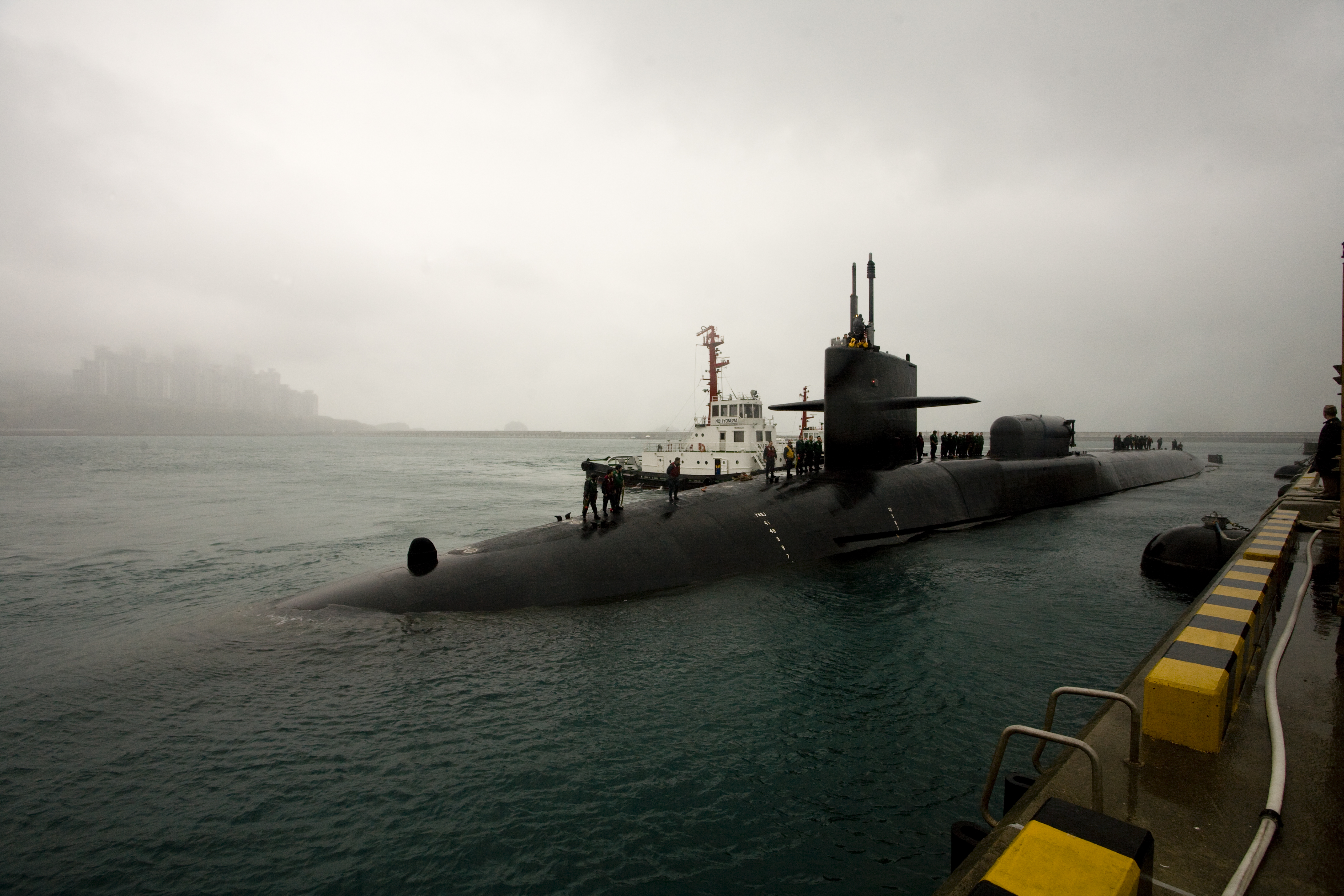
2011년 부산에 전개된 미시간호

USS 미시간 (SSGN-727)은 미국의 오하이오급 핵추진 잠수함이다. 18척의 오하이오급 중 2번함이다. 만재 배수량이 한국의 독도함과 같으며, 열출력 220MWt 경수로 1기를 엔진으로 사용한다.

## 역사
미국 해군은 1975년 2월 28일 제너럴 다이내믹스에 미시간호를 주문하여, 1982년 9월 11일에 취역했다.

## SSGN
미시간호는 원래 14발의 트라이던트 핵미사일을 탑재한 SSBN이었는데, 2009년 12월 12일 154발의 재래식 토마호크 미사일을 탑재한 SSGN으로 개조되었다. 2017년 기준으로, 미국에는 4척의 SSGN이 있다. 18척의 오하이오급 중에서 4번함인 조지아함까지 SSGN으로 개조되었다.
2010년 중국이 동중국해의 영토분쟁으로 미사일 시험발사를 하며 무력시위를 할 때, 미국 해군이 전개한 3척의 SSGN 중 하나였다. 오하이오, 미시간, 플로리다함이 수시로 동중국해와 한국 등에 전개되어 무력시위를 했다.